# Chemin de fer Nyon-Crassier
La compagnie du chemin de fer Nyon-Crassier (abr. NC), est une entreprise suisse de transport ayant exploité, durant le début du XXe siècle, la ligne de chemin de fer Nyon – Crassier – Divonne, dans le canton de Vaud et le département de l'Ain.

## Histoire
À la fin du XIXe siècle, le chemin de fer se développe un peu partout en Suisse et les régions périphériques étudient la possibilité de se raccorder aux grands réseaux par le biais de lignes secondaires. Un comité formé de Duboux, ingénieur à Lausanne, Charles Bregand, syndic de Crassier et Albert Baup, banquier à Nyon se crée à Nyon et adresse le 31 mai 1893 à la Confédération une demande de concession pour exploiter une ligne de chemin de fer à voie normale entre Nyon et Divonne via Crassier. Le conseil d'État genevois fera opposition à cette demande au motif que l'octroi d'une telle concession risquerait de couper Genève du reste de la Suisse. La demande de concession est rejetée.
Le 15 mai 1900, le conseil d'État vaudois d'entente avec les autorités françaises adresse à nouveau une demande de concession. Celle-ci est finalement délivrée le 28 juin 1902 à Charles Bregand et Arthur Teysseire, ingénieur et conseiller municipal de la ville de Nyon. Ils constituent alors la compagnie du chemin de fer Nyon-Crassier,.
Le 9 août 1904, la compagnie mandate les Chemins de fer fédéraux suisses (CFF) de l'exploitation de la ligne. Une entente est conclue avec la Compagnie des chemins de fer de Paris à Lyon et à la Méditerranée (PLM) pour qu'elle mette des correspondances à Divonne-les-Bains à destination de Bellegarde. Durant cette même année, les travaux de construction de la ligne débutent. Les coûts s'élèvent à 600 000 CHF.
Les travaux finis, la ligne est mise en service en deux temps. Tout d'abord, le 1er mai 1905, le tronçon Nyon – Crassier est mis en service, puis, 6 mois plus tard, le tronçon Crassier – Divonne est mis en service.
La Première Guerre mondiale entraîne des pertes considérables, ce qui a pour conséquences de plonger la compagnie dans de grandes difficultés financières et elle finit par être mise en faillite le 21 novembre 1921. En l'absence de repreneur, c'est l'État de Vaud qui reprend à sa charge les activités de transport.

## Matériel roulant
Dès le début de son histoire, la compagnie a chargé les CFF d'assurer le service commercial de la ligne. Elle n'a donc jamais possédé le moindre véhicule ferroviaire en propre. À la mise en service de la ligne, ce sont des locomotives à vapeur Eb 2/4 qui tractent les trains durant toute la période de vie de la compagnie. Elles seront par la suite remplacée par d'autres machines à vapeur plus puissantes puis par des locomotives diesel-électriques.

## Exploitation

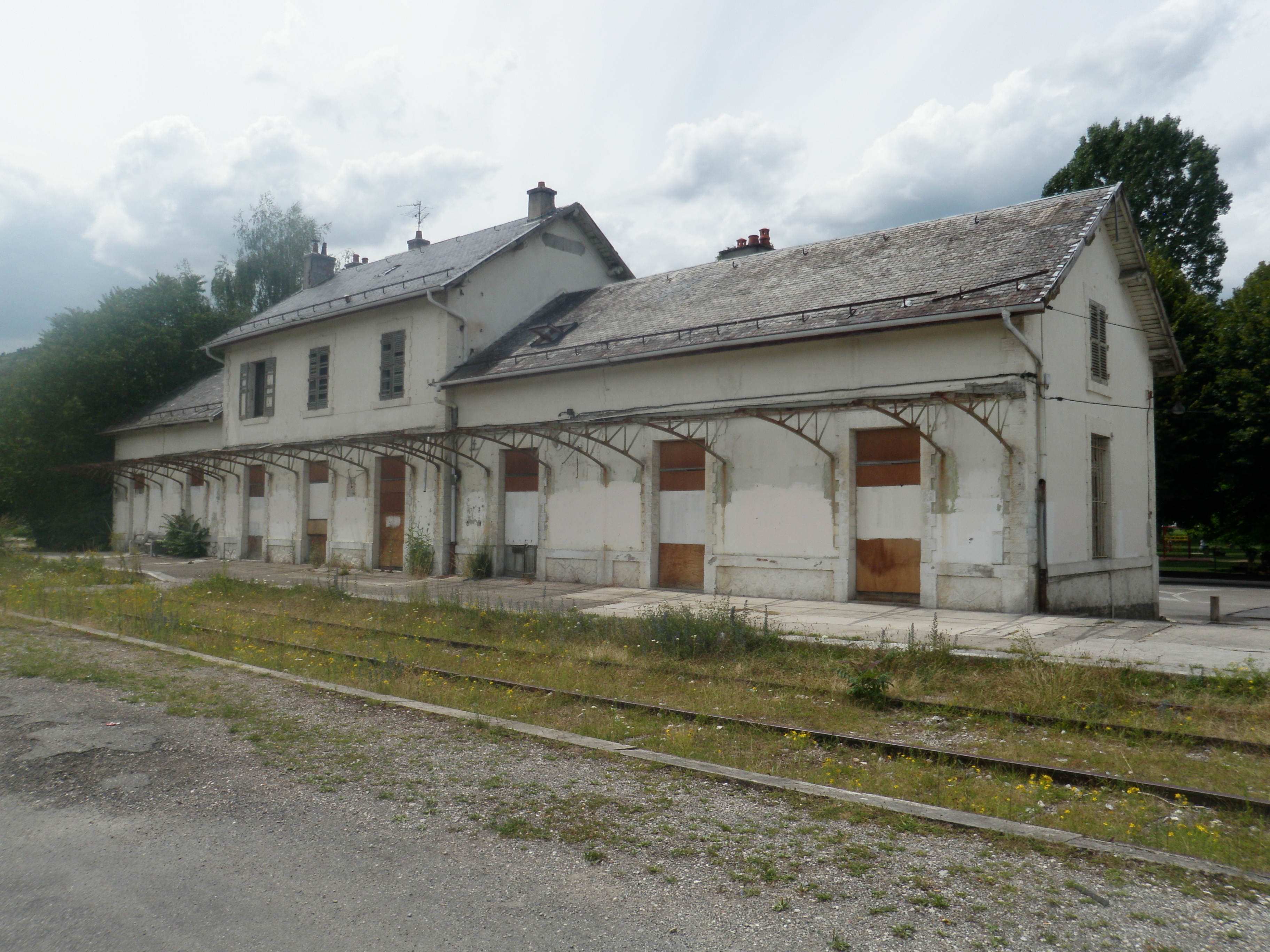
Ancienne gare de Divonne-les-Bains

Sans être catastrophique, les résultats financiers de la compagnie n'ont jamais non plus été mirobolants. La compagnie est déficitaire durant ses trois premières années d'exploitation, puis génère un bénéfice positif jusqu'à ce qu'éclate la Première Guerre mondiale. Pendant l'entier du conflit, la compagnie est à nouveau déficitaire. Le trafic marchandises est le plus affecté par la guerre. Il faut attendre 1919 pour avoir un bilan nul et retrouver les chiffres noirs en 1920. Les recettes et dépenses de la compagnie sont résumées dans le tableau ci-dessous. Néanmoins, les pertes subies durant la période 1914-1918 seront fatales à la compagnie. En effet, elle est incapable d'honorer ses engagements et le Tribunal fédéral de Lausanne prononce la faillite de la compagnie NC le 21 novembre 1921. C'est alors l'État de Vaud qui reprend la propriété de la ligne en rachetant les infrastructures pour la somme de 50 000 CHF avec un droit de jouissance dès le 1er janvier 1922.

## Reconstitution de la ligne en miniature
L'association "Amicale du train modulaire de Nyon" (ATM) s'attelle à reconstituer la ligne en miniature sur 15 mètres de long.